# Терни (Мисури)
Терни (енгл. Turney) град је у америчкој савезној држави Мисури.

## Демографија
По попису из 2010. године број становника је 148, што је 7 (-4,5%) становника мање него 2000. године.
| Група             | 2000.       | 2010.       |
| Белци             | 147 (94,8%) | 146 (98,6%) |
| Афроамериканци    | 1 (0,6%)    | 0 (0,0%)    |
| Азијати           | 0 (0,0%)    | 0 (0,0%)    |
| Хиспаноамериканци | 1 (0,6%)    | 1 (0,7%)    |
| Укупно            | 155         | 148         |